# EuroPark Milano Idroscalo
Koordinaten: 45° 28′ 29″ N, 9° 17′ 4″ O
EuroPark Milano Idroscalo ist ein Freizeitpark in Segrate (Lombardei, Italien), der 1965 als Luna Euro Park eröffnet wurde. Der Park wurde zwischenzeitlich auch unter den Namen Europark Idroscalo und Luna Park Idroscala betrieben.

## Achterbahnen
| Name                     | Typ                           | Hersteller | Eröffnungsjahr   | Bemerkungen                                                                      | Weblinks |
| ------------------------ | ----------------------------- | ---------- | ---------------- | -------------------------------------------------------------------------------- | -------- |
| Bruco Mela               | Big Apple, Familienachterbahn | unbekannt  | 2006 oder früher |                                                                                  |          |
| Jamming                  | Spinning Coaster              | Barbisan   | 2016 oder 2017   |                                                                                  |          |
| Montagne Russe Franchini | Zyklon                        | unbekannt  | 2024             |                                                                                  |          |
| Star Loop                | Stahlachterbahn mit Inversion | Interpark  | 2023             | Ursprünglich 2016 als Loop It in Allou Fun Park eröffnet und fuhr dort bis 2022. |          |

### Ehemalige Achterbahnen
| Name             | Typ                              | Hersteller | Eröffnungsjahr   | Schließungsjahr        | Bemerkungen | Weblinks |
| ---------------- | -------------------------------- | ---------- | ---------------- | ---------------------- | --- | -------- |
| Funny Mouse      | Wilde Maus                       | Interpark  | 2011             | 2022                   | |          |
| Roller Coaster   | Stahlachterbahn ohne Inversionen | Pinfari    | 2006             | 2014 oder früher       | Bis 2011 fuhr die Bahn unter dem Namen Storm. Fährt seit 2015 als Storm in Magic Park Land ihre Runden. |          |
| Super Sonic      | Stahlachterbahn ohne Inversionen | Pinfari    | 1987 oder früher | zwischen 1989 und 2007 | |          |
| Thriller         | Stahlachterbahn ohne Inversionen | Pinfari    | unbekannt        | 2005                   | Ursprünglich in Luneur Park und fuhr dort bis 2001. 2006 und 2007 fuhr sie in Leolandia und wurde dort von Eredi Viviani betrieben. Im Jahr 2010 befand sie sich in Edenlandia und in den Jahren 2017 und 2018 in Happy Land. |          |
| Tokaido          | Powered Coaster                  | Pinfari    | 2007             | 2007 oder 2008         | Vor ihrer Eröffnung im Jahr 2007 befand sie sich schon einmal zu einem unbekannten Zeitpunkt im Park. Dazwischen befand sie sich von 2003 bis 2006 als X Speed im Movieland Park.                                             |          |
| unbekannter Name | Powered Coaster                  | S.D.C.     | 1993 oder früher | 2007 oder früher       | |          |